# Adriano Maleiane
Adriano Afonso Maleiane (Matola, 6 novembre 1949) è un politico ed economista mozambicano, primo ministro del Mozambico dal 2022 al 2025.

## Biografia

### Istruzione
Maleiane è nato nel 1949 a Matola, figlio di Afonso e di Adelina Muianga.
Fino al 1960 frequentò l'Escola São Gabriel Arcanjo di Matola; completò gli studi tecnico-professionali alla Escola Comercial e Industrial Freire Andrade di Beira nel 1965.
Nel 1978 conseguì il diploma di ragioniere presso l'Istituto Commerciale di Maputo, e nel 1989 si laureò in economia all'Università Eduardo Mondlane. Nel 1998 ottenne un master in economia finanziaria alla School of Oriental and African Studies dell'Università di Londra.
Parla in ronga, portoghese e ndau.

### Carriera
Fu impiegato alla Direzione Nazionale dell'Economia Agraria presso il Ministero dell'Agricoltura dal 1983 al 1986. Dal 1991 fu governatore supplente del Fondo Monetario Internazionale (FMI) e il governatore della Banca del Mozambico, rispettivamente fino al 2004 e al 2006, anno in cui entrò nel settore privato.
Dal 2010 al 2015 ha ricoperto i ruoli di presidente del CdA e del comitato esecutivo del Banco Nacional de Investimentos (BNI). Ha presieduto il gruppo che ha elaborato la strategia di miglioramento aziendale e la strategia energetica 2014-2020. Fa parte dell'Ordine dei Contabili e dei Revisori del Mozambico (OCAM) e dell'Associazione Mozambicana degli Economisti (AMECOM).

### Attività politica
Il 19 gennaio del 2015 entrò in carica come ministro dell'economia e delle finanze.
Il 2 marzo del 2022 fu dismesso dall'incarico con altri cinque ministri, nell'ambito di un rimpasto effettuato dal presidente Filipe Nyusi. Il giorno successivo ha ricevuto la nomina a primo ministro.

## Vita privata
Sposato, è padre di quattro figli ed è cristiano.